# Rheinmünster
Rheinmünster é um município da Alemanha, no distrito de Rastatt, na região administrativa de Karlsruhe , estado de Baden-Württemberg.